# Amina Ali
Amina Ali est une otage de Boko Haram, rescapée après avoir été enlevée d'une école secondaire de Chibok, au nord-est du Nigeria le 14 avril 2014, quand elle avait 17 ans. 
Elle est la première des 219 lycéennes enlevées à recouvrer la liberté.
Le 17 mai 2016, elle est libérée de captivité avec une enfant de 4 mois et un terroriste présumé de Boko Haram, Mohammed Hayatu, qui est présenté comme étant son mari.